# Cochlostoma auritum
Cochlostoma auritum, auch Geöhrte Turmdeckelschnecke ist eine auf dem Land lebende Schneckenart aus der Familie der Walddeckelschnecken (Cochlostomatidae) in der Ordnung Architaenioglossa („Alt-Bandzüngler“).

## Merkmale
Das rechtsgewundene, relativ große Gehäuse ist 9 bis 13 mm (12 bis 15 mm) hoch und 4,5 bis 6 mm breit. Eis ist kegelförmig bis länglich kegelförmig und weist 8 bis 9 (9 bis 10,5) gut gewölbte Windungen auf, die von einer tiefen Naht getrennt werden. Die Windungen nehmen erst langsam, dann ab der fünften und sechsten Windung etwas rascher zu. Die letzte Windung ist auffallend erweitert, gerundet, steigt jedoch nur wenig an. Die Basis ist dadurch vergleichsweise breit, die Seitenlinie ist leicht konkav verlaufend. Der Apex ist dünn und gelegentlich trunkiert. Die Oberfläche weist weit voneinander stehende, etwas irreguläre, scharfe Rippen auf; in den Zwischenräumen sind feine rippenartige Streifen ausgebildet. Rippen und Rippenstreifen stehen etwas schief zur Windungsachse, sind leicht bogen und etwas heller gefärbt. auf den ersten Windungen alternieren Rippen und Rippenstreifen; auf eine Rippe kommen 1 bis 6 Rippenstreifen in den Zwischenräumen. Auf der vorletzten Windung schwächen sich die Rippen ab, stehen weiter auseinander und verschwinden auf der letzten Windung zugunsten der Rippenstreifen völlig. Die Individuen sind jedoch in der detaillierten Ausbildung der Ornamentierung recht variabel. Der Nabel ist offen.
Die Mündung ist birnen- bis eiförmig und vergleichsweise groß. Die Basis weicht nicht aber nur sehr wenig nach hinten zurück. Der Gaumen (Palatalregion) ist auffallend weiß gefärbt. Der Mündungsrand ist einfach, kann aber auch durch eine weiße Auflagerung verdickt oder verdoppelt sein. Der Innensaum ist dünn, wenig umgeschlagen und durch eine Schwiele verbunden. Der Außensaum ist breit umgeschlagen, dünn, scharf auslaufen und zerbrechlich wirkend. Er ist deutlich „geöhrt“.
Das Gehäuse ist einfarbig hornbraun bis horngrau, matt und durchscheinend. Die Schale ist vergleichsweise dünn und zerbrechlich. Das Operkulum ist dick und verkalkt. Es besteht aus zwei durch Luftkammern getrennten Schichten und hat vier Umgänge.

## Geographische Verbreitung und Lebensraum
Das Verbreitungsgebiet der Art erstreckt sich von den süddalmatinischen Küstengebirgen (Kroatien) bis nach Nordalbanien. Die Tiere leben dort auf Kalksteinfelsen.

## Taxonomie
Das Taxon wurde 1837 von Emil Adolf Roßmäßler als Cyclostoma auritum aufgestellt. Anton Josef Wagner stellte für diese Art die neue Sectio Titanopoma auf. Wilhelm Kobelt stellt die Art (einschließlich der Sectio Titanopoma) erstmals zur Gattung Cochlostoma Jan, 1830.
Die Fauna Europaea verzeichnet folgende Synonyme:
- Pomatias callistoma Letourneux 1885
- Pomatias chelys Westerlund 1883
- Pomatias panleius Letourneux 1885
- Pomatias regularis Letourneux 1885
- Pomatias tchernagoricus Letourneux, 1885

Cochlostoma (Auritus) auritum (Roßmäßler, 1837) wird derzeit in sechs Unterarten untergliedert:
- Cochlostoma (Auritus) auritum auritum (Roßmäßler, 1837)
- Cochlostoma (Auritus) auritum drimmeri Varga, 1998[4]
- Cochlostoma (Auritus) auritum gjonii Feher, 2004
- Cochlostoma auritum lamellatum (Westerlund, 1885)
- Cochlostoma (Auritus) auritum meridionalis (O. Boettger 1886)
- Cochlostoma (Auritus) auritum montenegrinum (A.J. Wagner 1897)

Das Taxon Pomatias auritus Roßmäßler, 1837 ist die Typusart der Untergattung Cochlostoma (Auritus) Westerlund, 1883 und der Untergattung Cochlostoma (Titanopoma) Wagner, 1897. Letztere Untergattung ist somit ein jüngeres, objektives Synonym von Cochlostoma (Auritus) Westerlund, 1883 und damit ungültig.

## Belege

### Online
- AnimalBase – Cochlostoma auritum